# Ґоломбкі (Великопольське воєводство)
Ґоломбкі (пол. Gołąbki, нім. Golombki) — село в Польщі, у гміні Тшемешно Гнезненського повіту Великопольського воєводства.
Населення — 87 осіб (2011).
У 1975-1998 роках село належало до Бидгощського воєводства.

## Демографія
Демографічна структура станом на 31 березня 2011 року:
|          | Загалом | Допрацездатний вік | Працездатний вік | Постпрацездатний вік |
| -------- | ------- | ------------------ | ---------------- | -------------------- |
| Чоловіки | 44      | 11                 | 29               | 4                    |
| Жінки    | 43      | 8                  | 27               | 8                    |
| Разом    | 87      | 19                 | 56               | 12                   |